# Campiño (Arteijo)
Campiño es una aldea española, actualmente despoblada, que forma parte de la parroquia de Loureda, del municipio de Arteijo, en la provincia de La Coruña.